# Куналакис, Маркос
Ма́ркос Кунала́кис (греч. Μάρκος Κουναλάκης, англ. Markos Kounalakis; род. 1956, Сан-Франциско, Калифорния, США) — известный американский журналист, ветеран печатной и вещательной журналистики, писатель. Наиболее заметным периодом в многолетней карьере Куналакиса была эпоха «Железного занавеса» в годы до и после падения Берлинской стены и завершения холодной войны. В настоящее время является президентом и эмерит-издателем некоммерческого политического либерального журнала «Washington Monthly», старшим зарубежным фелло «Центра медиа, данных и общества» при Центрально-Европейском университете, приглашённым фелло Гуверовского института войны, революции и мира, а также приглашённым обозревателем газет «The Sacramento Bee» и «McClatchy-Tribune News», в которых пишет на тему международных отношений и внешней политики. Является вице-президентом корпорации «AKT Development», принадлежащей его тестю, девелоперу Анджело Цакопулосу. Имеет h-индекс равный 4 и был процитирован 40 раз.
В 2002 году газета «The New York Times» назвала Куналакиса «Белым рыцарем» за сохранение известного журнала «Washington Monthly». Вместе с редактором Полом Гластрисом он модернизировал издание, которое вновь обрело былую славу и влияние, что, по словам известно политического обозревателя и медиа-персоны Джеймса Карвилла, сделало его «передовым обязательным к прочтению» в Вашингтоне. Разоблачение на страницах журнала бывшего министра образования США Уильяма Беннетта, имевшего проблемы с азартными играми, уже на ранних этапах привлекло внимание к команде Куналакиса—Гластриса.
В начале 2017 года президент США Барак Обама назначил Куналакиса членом Совета по иностранным стипендиям Дж. Уильяма Фулбрайта.

## Биография

### Семья
Родился в рабочей семье греков Антониса и Василики Куналакисов родом с Крита (Греция). Вместе с Константиносом Мицотакисом, будущим премьер-министром Греции, отец Маркоса сражался в рядах критских повстанцев против немецких нацистов в годы Второй мировой войны, за что был награждён антигитлеровской коалицией. Также был участником гражданской войны в Греции. Прибыв в США, Антонис поначалу работал механиком в автобусной компании «Greyhound», затем по выходным в баре «Zenith» своего брата  и водителем такси, беря с собой Маркоса, а позже приобрёл свой собственный грузовой автомобиль и трудился в строительном секторе. Впоследствии, по завершении учёбы, Маркос пошёл по стопам отца, став строителем. Он до сих пор имеет водительское удостоверение класса А.
Антонис Куналакис очень интересовался происходившими в мире событиями, поэтому Маркос рос в доме, где постоянно обсуждались международные новости. В семье по-прежнему говорят на греческом языке.
Сестра Маркоса, Дайан, работала с балетной труппой San Francisco Ballet, позднее став президентом Панкритской ассоциации Америки.

### Образование
Окончил среднюю школу имени Лоуэлла в Сан-Франциско.
В 1978 году окончил Калифорнийский университет в Беркли с учёной степенью бакалавра в области политологии.
В начале 1980-х годов посещал Высшую школу международных исследований Стокгольмского университета (Швеция), где изучал международные отношения и в совершенстве овладел шведским языком.
В 1988 году получил степень магистра наук в области журналистики в Колумбийском университете.
В 1988—1989 годах по Стипендиальной программе Фонда Роберта Боша учился в Федеральной академии государственного управления при МВД ФРГ в Бонне и Национальной школе администрации в Париже (Франция).
В 1995—1996 годах изучал международную журналистику в Южно-Калифорнийском университете, а позже в Эль Колехио де Мехико (Мексика).
В 2016 году получил степень доктора философии «с наибольшим почётом», защитив диссертацию на тему политологии/международных отношений в Центрально-Европейском университете в Будапеште (Венгрия).

## Карьера

### Журналист
В 1989—1991 годах, будучи репортёром в пражском бюро новостного журнала «Newsweek», и находясь в Риме и Вене, освещал события революций в Восточной Европе (Венгрии, Чехословакии, ГДР, Болгарии, Румынии) и Албании, падение Берлинской стены и окончание холодной войны, а также на начальном этапе межэтнические конфликты в Югославии.
В период Афганской войны писал для «The Los Angeles Times Magazine».
В 1991—1992 годах работал иностранным корреспондентом «NBC Radio» и «Mutual News» в Москве, освещая события, связанные с распадом СССР. Подвергнувшись атаке, Куналакис был госпитализирован и вынужденно завершил свою работу. По возвращении в США занялся писательской деятельностью.
В разное время писал для «The Wall Street Journal», «The Los Angeles Times Magazine», «International Herald Tribune», «San Francisco Chronicle», «The Dallas Morning News», «The Miami Herald» и многих других региональных и международных газет и журналов.

### Последние годы
В 2014 году осудил вненшнюю и внутреннюю политику президента Турции Реджепа Тайипа Эрдогана, признавшись, однако, что, несмотря на свою этническую принадлежность, а также невзирая на серьёзные проблемы в греко-турецких отношениях и турецкую военную оккупацию северной части Кипра, знает и любит Турцию. В этом же году, после катастрофы Boeing 777 на востоке Донецкой области Украины, в другой своей статье написал, что Россия в лице её президента Владимира Путина является государством-спонсором терроризма. В целом осуждает как внутреннюю, так и внешнюю политику Путина.
В 2015 году, когда премьер-министр Алексис Ципрас закрыл банки и призвал к проведению референдума по финансовой политике, Куналакис сравнил Грецию с СССР и странами советского блока, вспомнив о тех годах, когда проживал в Советском Союзе, будучи журналистом.
В ноябре 2017 года Атлантический Совет выпустил доклад под названием «Троянские кони Кремля 2.0: Влияние России на Грецию, Италию и Испанию», соавторами которой также являются Маркос Куналакис и Антонис Клапсис, написавшие, в частности, раздел о Греции. Авторы утверждают, что пострадавшая от волатильного социально-экономического кризиса Греция, наряду с миллионом мигрантов и беженцев, въехавших в страну, оказалась благодатной почвой для того, чтобы Россия вмешалась в дела страны, а евроскептическое и антикапиталистическое правительство Греции оказалось идеальным союзником в планах России. Кроме того, как утверждают авторы, помимо политического влияния Россия установила прочные деловые интересы в Греции. Так, Иван Саввиди, российский грек родом из Грузии, один из самых богатых людей России, член партии «Единая Россия», бывший член Госдумы и житель греческого города Салоники, инвестирует в стратегические отрасли Греции и открыто поддерживает оппозиционную партию «Новая демократия» и её прозападного лидера Кириакоса Мицотакиса. Наряду с Саввиди «существуют игроки второго уровня, которые играют в сфере недвижимости и деловых встреч, изыскивая возможности для укрепления греко-российских связей там, где они имеются». Например, три российские компании, включая «Газпром», приобрели крупные доли акций в греческих газовых компаниях DEPA и DESFA. В докладе как пророссийски настроенная также упоминается греческая антиевропейская и антиамериканская ультраправая партия «Золотой Рассвет», считающая Россию «естественным союзником» Греции: по мнению её лидера Николаоса Михалолиакоса, Афины и Москва имеют широкий круг общих интересов на Балканах и в Восточном Средиземноморье, а потому Греция должна отмежеваться от Запада (ЕС, НАТО и США) и предложить России выход «в тёплые моря» в обмен на российскую гарантию своей национальной безопасности.

### Разное
В 2002—2004 годах — председатель международной некоммерческой организации «Internews Network» (сегодня «Internews»).
В 2005 году вместе со своей супругой, дипломатом Элени Цакопулос-Куналакис пожертвовал 2 млн долларов Стэнфордскому университету. На эти средства, а также при софинансировании «Hewlett Foundation» в качестве благотварительного взноса для Школы гуманитарных и естественных наук, была открыта именная профессура эллинистических исследований в честь Константиноса Мицотакиса (англ. Tsakopoulos Kounalakis chair in honour of Constantine Mitsotakis). На средства супругов (1,2 млн долларов) такая же профессура была открыта в 2003 году в Джорджтаунском университете (англ. Markos and Eleni Tsakopoulos Kounalakis chair in honour of Constantine Mitsotakis).
В 2007 году снял короткометражный анимационный фильм «The War Prayer» (рус. «Военная молитва»), основанный на одноимённом коротком рассказе Марка Твена. Иллюстратором выступил Акис Димитракопулос, нарратором актёр Питер Койоти, а персонажей озвучили Ферлингетти Лоуренс и Эрик Бауэрсфельд. Фильм был создан Куналакисом под впечатлением от прочтения рассказа в годы войны в Югославии.
Вместе с супругой является членом благотворительного фонда «Leadership 100» Греческой Православной Архиепископии Америки, оказывающего поддержку организациям Американской архиепископии в продвижении и развитии греческого православия и эллинизма в США. Фонд был создан в 1984 году под эгидой архиепископа Иакова[32].

## Членство в организациях
- старший зарубежный фелло «мозгового треста» «Центр медиа, данных и общества» (Центрально-Европейский университет).
- член консультативного совета[англ.] Школы коммуникаций и журналистики имени Анненберга[англ.] (Южно-Калифорнийский университет).
- член консультативного совета Центра публичной дипломатии Южно-Калифорнийского университета[англ.][19].
- приглашённый фелло Гуверовского института войны, революции и мира (с 2013 года)[11][13].
- член Совета по иностранным стипендиям Дж. Уильяма Фулбрайта (с 2017 года)[19].

### В прошлом
- член совета контролёров Высшей школы журналистики Колумбийского университета[англ.].
- член консультативного совета Джорджтаунского колледжа[англ.].
- член Совета Вильсона Международного научного центра имени Вудро Вильсона (WWICS).
- член совета директоров «мозгового треста» «Центр национальной политики[англ.]».
- вице-председатель консультативного совета проекта «Юго-Восточная Европа» WWICS[11][13].

## Книги
- «Defying Gravity: The Making of Newton» (Beyond Words[англ.], 1993)
- «Beyond Spin: The Power of Strategic Corporate Journalism» (в соавторстве, Jossey-Bass, 1999)
- «Hope is a Tattered Flag: Voices of Reason and Change for the Post-Bush Era[англ.]» (в соавторстве, PoliPointPress[англ.], 2008)[40]
- «Reflections 1980-82: Markos Kounalakis» (Ernst Galeria Press, 2012)[11][14][41]

В настоящее время пишет очередную книгу.

## Личная жизнь
С 2000 года женат на Элени Цакопулос-Куналакис. Свадьба проходила в Фанаре, историческом районе Константинополя (сегодня Стамбул, Турция), по приглашению патриарха Константинопольского Варфоломея I. Пара имеет сыновей Нео и Эона.